# Valailles
Valailles är en kommun i departementet Eure i regionen Normandie i norra Frankrike. Kommunen ligger i kantonen Bernay-Ouest som tillhör arrondissementet Bernay. År 2022 hade Valailles 409 invånare.

## Befolkningsutveckling
Antalet invånare i kommunen Valailles
Referens:INSEE